# Балк (село)
Балк (рум. Balc) — село у повіті Біхор в Румунії. Адміністративний центр комуни Балк.
Село розташоване на відстані 420 км на північний захід від Бухареста, 53 км на північний схід від Ораді, 99 км на північний захід від Клуж-Напоки.

## Населення
За даними перепису населення 2002 року у селі проживали 1458 осіб.
Національний склад населення села:
| Національність | Кількість осіб | Відсоток |
| -------------- | -------------- | -------- |
| угорці         | 973            | 66,7%    |
| румуни         | 476            | 32,6%    |

Рідною мовою назвали:
| Мова      | Кількість осіб | Відсоток |
| --------- | -------------- | -------- |
| угорська  | 974            | 66,8%    |
| румунська | 477            | 32,7%    |